# Luterseeli (Innertkirchen)
Das Luterseeli (auch: Lauteres Seeli) ist ein kleiner See oberhalb des Ortes Hopflauenen in der Gemeinde Innertkirchen im Schweizer Kanton Bern.
Der See liegt auf einer Höhe von 1872 m ü. M. am Spycherberg.